# Cerro Martial
Pour les articles homonymes, voir Martial.
Le cerro Martial ou glacier Martial est une montagne argentine de Terre de Feu qui domine Ushuaïa au nord-ouest.

## Toponymie
Il a été nommé en l'honneur du capitaine de frégate Louis Ferdinand Martial commandant de La Romanche et de la mission scientifique française du cap Horn (lors de la première année polaire internationale 1882-1883) qui a exploré les environs du cap Horn jusqu'à Punta Arenas.

## Géographie
Culminant à près de 1 300 mètres d'altitude, c'est la plus grande source d'eau potable de la ville d'Ushuaïa. Comme son étage nival se situe à 800 mètres, la montagne présente dans sa partie supérieure, outre ses trois glaciers (Martial Est, Central et Ouest), des névés tout au long de l'année. En 2003, l’ensemble des glaciers avait une superficie de 23 hectares. Une étude du CONICET montre que ceux-ci se sont réduits de 70 hectares entre 1898 et 2003.

## Activités
Au pied de son cirque glaciaire, se trouve une petite station de ski hivernale avec un télésiège.
Son ascension se réalise par sa face Sud avec l'utilisation d'équipement de montagne spécifique à la randonnée sur glacier.